# Supernanny (Brasil)
Supernanny foi um reality show brasileiro produzido e exibido pelo SBT entre 2006 e 2014 e comandado pela pedagoga Cris Poli. Inicialmente era exibido aos domingos, passando para os sábados na segunda temporada, onde se consolidou. É uma versão do programa britânico de mesmo nome, apresentado por Joanne A. Frost.
A ideia é mostrar em cada episódio como impor disciplina às crianças e resolver os problemas entre pais e filhos.

## Temporadas
A primeira temporada foi exibida entre 1 de abril e 25 de junho de 2006. O programa começou sendo exibido aos sábados às 20:30, porém a partir de 7 de maio de 2006 passou a ser exibido aos domingos, às 16:00.
A segunda temporada estreou em 8 de outubro de 2006.
A partir de 26 de março de 2007, deu-se início a terceira temporada do programa. Desta vez, era exibido às segundas, às 20:15.
A quarta temporada estreou em 8 de março de 2008, voltando a ser exibido aos sábados, às 19:15. A quinta temporada foi exibida entre 4 de outubro e 27 de dezembro de 2008, sendo esta a primeira a ser exibida em alta definição.
Em 16 de maio de 2009, estreou a sexta temporada.
A sétima temporada estreou em 28 de novembro de 2009. A oitava temporada estreou em 14 de agosto de 2010.
Logo após o fim da oitava temporada, houve rumores de que uma nova temporada não seria feita.  Passado os rumores, a nona temporada estreou em 21 de julho de 2012.
Após boatos de que Cris Poli não havia renovado contrato, o SBT estreou o décima temporada do programa no dia 6 de abril de 2013. Em maio de 2014, ela foi dispensada da emissora, e o canal passou a exibir apenas as reprises dos programas.

## Reprises
Houve três reprises na mesma emissora: a primeira de 7 de janeiro a 25 de fevereiro de 2017, substituindo o seriado Chaves e sendo substituído por Operação Mesquita; já a segunda de 24 de junho a 7 de agosto de 2017, substituindo Duelo de Mães e sendo substituído pela segunda temporada do BBQ Brasil; e por fim, a terceira entre os dias 23 de dezembro de 2017 a 2 de junho de 2018, substituindo a segunda temporada do BBQ Brasil e sendo substituída pela série Big Bang: A Teoria.[carece de fontes?]

## Polêmica
Em 13 de março de 2010, Supernanny abandonou o programa após ser enganada por um casal. A educadora propôs que a família doasse os brinquedos que não eram usados pelas crianças. A mãe ficou revoltada dentro e fora das câmeras, e discutiu com a apresentadora. Também, segundo Cris, durante a gravação, o casal decidiu doar os brinquedos dos três filhos e depois reclamou com o diretor do programa. A pedagoga ficou arrasada e desistiu da família.